# Аль-Хакка
Аль-Ха́кка (араб. الحاقة — Судный день) — шестьдесят девятая сура Корана. Сура мекканская.  Состоит из 52 аятов.

## Содержание
В суре рассказывается о том, какие события произойдут в День воскресения, и указывается на гибель и сильное наказание, постигшие прежние народы за то, что они отрицали Судный день. В ней также рассказывается о том, что произойдет с землей, горами и небом в тот День, когда раздастся трубный глас: земля и горы рассыплются в прах, а небо разверзнется, и люди после этого предстанут перед Аллахом.

Неминуемое (День воскресения)! ۝ Что такое Неминуемое (День воскресения)? ۝ Откуда ты мог знать, что такое Неминуемое (День воскресения)? ۝ Самудяне и адиты отрицали Великое бедствие (День воскресения). ۝ Самудяне были истреблены неистовым воплем. ۝ Адиты же были истреблены ветром морозным (или завывающим), лютым. ۝ Он заставил его бушевать над ними в течение семи ночей и восьми дней без перерыва, и ты мог бы увидеть людей, которые были повержены, словно рухнувшие сгнившие пальмовые стволы. ۝ Видишь ли ты что-либо оставшееся от них? ۝ Фараон, его предшественники и опрокинутые селения (селения народа Лута) совершали грехи. ۝ Они ослушались посланника своего Господа, и Он схватил их Хваткой превосходящей. ۝ Когда вода стала разливаться, Мы повезли вас в плавучем ковчеге, ۝ чтобы он стал для вас напоминанием и чтобы запоминающее ухо запомнило это.—  69:1—12 (Кулиев)